# Małgorzata Golińska
Małgorzata Joanna Golińska (ur. 30 października 1980 w Szczecinku) – polska polityk, leśnik i samorządowiec, posłanka na Sejm VIII, IX i X kadencji, w latach 2018–2023 główny konserwator przyrody oraz wiceminister w resortach odpowiedzialnych za środowisko.

## Życiorys
Ukończyła leśnictwo na Akademii Rolniczej w Poznaniu, odbyła studia podyplomowe z agrobiznesu i obszarów wiejskich. Podjęła pracę w zawodzie leśniczego w Nadleśnictwie Szczecinek.
W 2010 i w 2014 była wybierana na radną miejską w Szczecinku. W wyborach parlamentarnych w 2015 kandydowała do Sejmu w okręgu koszalińskim z listy Prawa i Sprawiedliwości. Uzyskała mandat posłanki VIII kadencji, otrzymując 7612 głosów. W lutym 2018 została powołana na stanowisko sekretarza stanu w Ministerstwie Środowiska. Objęła również funkcję głównego konserwatora przyrody. W wyborach do Parlamentu Europejskiego w 2019 bezskutecznie ubiegała się o mandat europosła.
W wyborach w tym samym roku ponownie została natomiast wybrana do Sejmu, otrzymując 16 497 głosów. W listopadzie 2019, po przekształceniach w strukturze ministerstw, przeszła na funkcję sekretarza stanu w Ministerstwie Klimatu. W maju 2020 objęła stanowisko sekretarza stanu w wyodrębnionym wcześniej w tym samym roku Ministerstwie Środowiska. Od października 2020, po przekształceniach w strukturze rządu, sekretarz stanu w Ministerstwie Klimatu i Środowiska.
W wyborach w 2023 z powodzeniem ubiegała się o poselską reelekcję, zdobywając 15 253 głosy. W grudniu tego samego roku zakończyła pełnienie funkcji w administracji rządowej. W 2024 z ramienia PiS wystartowała w kolejnych wyborach europejskich. W październiku tego samego roku weszła w skład komitetu wykonawczego PiS.

## Życie prywatne
Małgorzata Golińska jest mężatką, ma dwóch synów. Jest córką Mariana Golińskiego.